# أناكوندا: البحث عن زهرة الدم (فلم)
أناكوندا: البحث عن زهرة الدم (بالإنجليزية: Anacondas: The Hunt for the Blood Orchid)، هو فيلم أمريكي من نوع رعب ومغامرة وإثارة، صدر عام 2004، من إخراج دوايت إتش. ليتل. وهو تكملة مستقلة لفيلم الأناكوندا (1997) والجزء الثاني من سلسلة أفلام الأناكوندا.
صدر الفيلم في 27 أغسطس 2004، وكان آخر فيلم في السلسلة يتم عرضه في دور السينما. وعلى غرار سابقه، تلقى الفيلم مراجعات سلبية لكنه حقق نجاحًا ماليًا. تبع الفيلم جزء ثالث في عام 2008 بعنوان "أناكوندا 3: النسل".

## القصة
يتتبع الفيلم فريقًا من الباحثين في رحلة استكشافية إلى جزيرة بورنيو الاستوائية في جنوب شرق آسيا، للبحث عن زهرة مقدسة يعتقدون أنها ستمنح البشر حياة أطول وأكثر صحة. سرعان ما يجدون أنفسهم مطاردين ومُلاحقين من قبل أفاعي الأناكوندا العملاقة والقاتلة التي تسكن الجزيرة.

## روابط خارجية
- مقالات تستعمل روابط فنية بلا صلة مع ويكي بيانات